# Pablo Casals
Pau Casals Defilló, známější jako Pablo Casals (29. prosince 1876 El Vendrell, Tarragona, Španělsko – 22. října 1973 San Juan, Portoriko) byl španělsko-katalánský violoncellista, dirigent, skladatel a pedagog. Pro své interpretační mistrovství a virtuózní novátorskou techniku hry je považován za jednoho z největších violoncellistů všech dob.

## Život
Narodil se v malém katalánském městečku El Vendrell na břehu moře. Měl 10 sourozenců, Pablo byl druhorozené dítě. Otec byl učitelem hudby a varhaníkem v místním kostele a Pablo již od raného dětství projevoval velké hudební nadání. Od čtyř let zpíval v chrámovém sboru, učil se na klavír a další nástroje. V deseti letech mu na jeho přání otec zhotovil první primitivní cello z tykve s jednou strunou, na kterém dokázal hrát jednoduché skladby.  Rodiče ho poslali do hudební školy v Barceloně, kde pod odborným vedením pokračoval ve hře na klavír a violoncello, studoval hudební teorii a kompozici. Byl velmi pilný a již v raném věku ovládal řadu obtížných skladeb pro violoncello, mj. Souvenir de Spa od A.-F. Servaise nebo Šest suit od J.S.Bacha, kterou však veřejně hrál až po deseti letech. Byl prvním interpretem, který toto obtížné dílo hrál celé, protože poslední tři suity byly pokládány za nehratelné. Ve třinácti letech měl první koncert a brzy si začal přivydělávat hraním v kavárně. Všimla si ho i místní kritika, stával se známým. V r. 1893 odjel s matkou do Madridu, kde s podporou bohatého mecenáše hraběte de Morphy, přítele královské rodiny, studoval na konzervatoři. Po dvou letech mu hrabě domluvil přijímací zkoušku na Královské konzervatoři v Bruselu, která tehdy patřila k nejlepším školám v oboru smyčcových nástrojů v Evropě. Casals zkoušku udělal, ale odmítl nastoupit, protože se cítil dotčen přístupem přijímací komise a rozhodl se pro studium v Paříži. Hraběte jeho chování urazilo a přestal jej podporovat. V Paříži, kam ho doprovázela matka a nejmladší bratr, se ocitli bez prostředků. Po čase sice získal místo cellisty ve varietním orchestru, ale existenční starosti a stesk po domově ho přiměly k návratu do Barcelony.  Vyučoval na konzervatoři, hrál v divadelním orchestru a pořádal koncerty.
V r. 1899 se vrátil do Paříže, kde již na svém prvním veřejném vystoupení zaznamenal velký úspěch, který byl počátkem jeho dlouholeté světové slávy. Usadil se v Auteil u Paříže, odkud podnikal koncertní turné po Evropě a Americe. Vystupoval jako sólista nebo s klavírním triem, které založil se svými přáteli klavíristou Alfredem Cortotem a houslistou Jacquesem Thibaudem.  Jeho virtuózní technika, spojená s hlubokým pochopením smyslu díla, vzbuzovala nadšení posluchačů. Stal se jedním z nejlepších výkonných hudebníků světa, byl oceněn mnoha státníky i uměleckými organizacemi. Pořádal také interpretační kurzy a vychoval několik slavných violoncellistů.
Od roku 1914 působil Pablo Casals také jako dirigent, což bylo jeho velkým přáním. Dirigoval orchestry ve Francii, Anglii i USA. V r. 1920 vybudoval v Barceloně na vlastní náklady profesionální symfonický orchestr. Orquestra Pau Casals, který během let získával ve Španělsku stále větší uznání, občas vystupoval se sborem tvořeným z dělníků a dětí Orfeo Graciens. Přes svou velkou slávu byl Casals skromný a dobrosrdečný člověk, který chtěl vynikající sólisty a kvalitní hudbu zpřístupnit širšímu okruhu posluchačů. V r. 1925 založil Associació Obrega de Concerts, společnost dělníků a pracujících, jejíž členové mohli za menší příspěvek navštívit koncerty vážné hudby.  Chtěl se natrvalo usadit v Katalánsku, kde s rodinou svého bratra stavěl dům na pláži v Sant Salvadoru nedaleko Vendrellu.
Po nástupu Francova fašismu strávil zbytek života v dobrovolném vyhnanství. Jako přesvědčený demokrat a republikán na protest proti fašistickému režimu odešel do exilu a prohlásil, že se do Španělska nevrátí, dokud zde nebude obnovena demokracie. Usadil se v městečku Prades ve francouzských Pyrenejích. Uspořádal několik dobročinných koncertů v jižní Francii a Švýcarsku. V letech 1936 - 1939, kdy byly živé koncerty omezeny, natočil na desky Bachovy suity pro violoncello. Při poslechu řekl: "Ví někdo, co mě to stálo? Padesát let práce a pochybností."
Pablo Casals se třikrát oženil, ale vlastní děti neměl. První manželku, americkou sopranistku Susan Metcalfe, si vzal v r. 1914. Pořádali spolu koncerty v USA, Mexiku i Evropě, při kterých ji Casals doprovázel na klavír. Rozešli se v r. 1928. V r. 1955 se oženil se svou dlouholetou spolupracovnicí Francescou Vidal de Capdevila, která však brzy po sňatku zemřela. Jeho poslední manželkou byla Marta Montaňez y Martinez, které bylo v době sňatku v roce 1957 pouhých 20 let. Zůstala s ním až do jeho smrti.
Po válce pokračoval v kariéře jako violoncellista a dirigent. V r. 1956 se odstěhoval na Portoriko, kde založil symfonický orchestr, konzervatoř a pořádal hudební festivaly. I přes vysoký věk koncertoval v Evropě i Americe. Několikrát navštívil Prahu, kde mu v r. 1958 Karlova univerzita udělila čestný doktorát. V roce 1973 řídil svůj poslední koncert v Jeruzalému. Zemřel v nemocnici v San Juanu na Portoriku na následky srdečního infarktu ve věku 96 let, pouhé 2 roky před koncem frankistického režimu. V r. 1979 byly jeho ostatky převezeny do rodného města Vendrell u příležitosti 100. výročí narození.

## Hra na violoncello
Při hře se Casals snažil o maximální uvolnění při zapojení celého těla, uvolnil lokty od těla, aby se mohlo při hře pohybovat. Tím zjednodušil pohyb levé ruky po celém hmatníku a pravé ruce dal možnost většího smyku Změnil vnímání pohybu smyčce po strunách v závislosti na tvorbě tónu, jeho odstínech a hlasitosti. Zavedl nový systém prstokladu s použitím přehmatů a širokých poloh. Používal vibrata jako výrazového prostředku pro zesílení napětí a tím dodával skladbě nový rozměr. 
Jeho řemeslná technika byla vždy doprovázena dokonalou znalostí celého díla, snahou o pochopení skladatelova záměru a citlivým přístupem k jeho interpretaci. Nikdy nesnížil svoji uměleckou důstojnost k tomu, aby ohromoval posluchače jen technickým provedením.

## Vlastní tvorba
Základy kompozice mu vštípil už v dětství jeho otec. Spolu s ním složil v deseti letech vánoční zpěvohru. Jeho vlastní tvorba není rozsáhlá. Zahrnuje skladby pro violoncello a orchestr (Sardana, Adagio), úpravy katalánských lidových písní (Píseň ptáků) nebo sbory pro děti. Hudebně hodnotné jsou také jeho kadence k violoncellovým koncertům Haydna, Schumanna, Monna a Boccheriniho.

## Vybraná diskografie
- 1926–1928: Casals, Jacques Thibaud, Alfred Cortot – tria autorů Franze Schuberta, Roberta Schumanna, Felixe Mendelssohna-Bartholdyho, Beethovenův Archduke, Haydnovo trio G dur. Beethovenov variace Kakadu (nahráno v Londýně)
- 1929, Johannes Brahms: Double Concerto, Thibaud, Cortot
- 1929: Dvořákovy a Brahmsovy koncerty
- 1929: Beethoven: Čtvrtá symfonie (nahráno v Barceloně)
- 1936-1939: Johann Sebastian Bach: Suity pro violoncello
- 1936: Max Bruch: Kol Nidrei – London Symphony (Landon Ronald).
- 1937: Antonín Dvořák: Koncert pro violoncello a orchestr – Česká filharmonie (George Szell).
- 1945: Edward Elgar: Cello Concerto – BBC Symphony (Adrian Boult).
- 1950: Živá nahrávka z festivalu Prades
- 1950s Schubert: Kvintet C dur, Isaac Stern, Alexander Schneider, Milton Katims, Paul Tortelier
- 1953: Schumann: Koncert pro violoncello a orchestr a moll, Op. 129
- 1959: Joseph Haydn: Symfonie č. 45 „Na odchodnou“, Mozart: Symfonie č. 36 „Linecká“ (Živá nahrávka)
- 1960: Festival Casals in Puerto Rico (Živá nahrávka od Everest Records):
  - Dvořák: Concerto in B Minor for Cello and Orchestra, Op. 104, dirigent Alexander Schneider
- 1961: Mendelssohn: Klavírní trio č. 1, Alexander Schneider, Mieczysław Horszowski (živá nahrávka 13. listopadu 1961)
- 1963: Ludwig van Beethoven: Osmá symfonie
- 1964: Bach: Braniborské koncerty
- 1966: Bach: Orchestrální suity
- 1969: Beethoven: První, druhá, čtvrtá, šestá a sedmá symfonie
- 1974: Oratorium El Pessebre (The Manger)